# Kayapınar
Kayapınar – miasto w Turcji (il Diyarbakır). Według danych szacunkowych na rok 2008 liczy 179 768 mieszkańców.